# Low Power Wide Area Network
Low Power Wide Area Network (LPWAN oder LPN, deutsch: Niedrigenergieweitverkehrnetz) beschreibt eine Klasse von Netzwerkprotokollen zur Verbindung von Niedrigenergiegeräten wie batteriebetriebene Sensoren mit einem Server. Das Protokoll ist so ausgelegt, dass eine große Reichweite und ein niedriger Energieverbrauch der Endgeräte bei niedrigen Betriebskosten erreicht werden können.
Das Netzwerk besteht aus Endgeräten (auch Nodes, Motes genannt) und Gateways (auch Basisstation genannt), die Daten zwischen den Endgeräten und Netzwerkserver weiterleiten. Die Netzwerkgeräte steuern die Endgeräte und werten die empfangenen Daten aus.
Die physikalische Verbindung zwischen Endgeräten und Gateways kann über lizenzfreie Frequenzen des Radiospektrums (ISM-Band, White Space) oder Mobilfunkfrequenzen stattfinden, die Verbindung zwischen Gateways und Netzwerkserver über IP-Verbindungen.

## Technologien
Folgende Standards wurden veröffentlicht, die sich als LPWANs verstehen:
- mioty, ein Standard des ETSI,[4] von der Mioty Alliance, basierend auf einer Entwicklung des Fraunhofer-Instituts für Integrierte Schaltungen IIS.[5]
- LoRaWAN, standardisiert von der LoRa Alliance[6], basiert auf LoRa-Modulation im freien ISM- und im SRD-Band (um 430 bzw. 870 MHz).
- Symphony Link, basiert auf LoRa-Modulation.[7]
- LTE-M, basiert auf LTE Advanced von 3GPP.[8]
- NarrowBand-IoT (NB-IoT), von 3GPP.[9]
- Weightless-N, offener Standard der Weightless Special Interest Group (Weightless SIG) für Ultranarrow-Bandtechnologie.[10]
- Weightless-P, offener Standard der Weightless SIG für bessere Leistung.[11]
- Weightless-W, offener Standard der Weightless SIG im White Space.[12]
- Wi-Fi HaLow, offener Standard der WiFi Alliance (IEEE 802.11ah)

Folgende Technologien, die nicht als Standards veröffentlicht wurden, werden von LPWAN-Betreibern als öffentliche Netze angeboten:
- RPMA (Random Phase Multiple Access) von Ingenu, im 2.4-GHz-Frequenzbereich.[13]
- SigFox, basiert auf Ultra-Narrow-Band Modulation.
- WavIoT NarrowBand Fidelity (WavIoT NB-Fi).[14]

## Verbreitung
Weltweit waren Anfang 2016 bereits einzelne Länder durch das Sigfox-Netz vollständig abgedeckt. In Deutschland hat die Netzabdeckung von Sigfox im März 2018 rund 60 Prozent erreicht; bis Ende 2018 soll die Netzabdeckung rund 85 % betragen. Dazu sollen unter anderem die Sendemasten von Telxius benutzt werden. International ist Sigfox in 45 Ländern vertreten und soll bis 2018 auf 60 Länder ausgeweitet werden.
Im Oktober 2017 war fast die gesamte Schweiz mit einem LPN der Swisscom abgedeckt. Das LPN von Swisscom verwendet die Technologie LoRaWAN. In Russland haben 30 Millionen Menschen Zugang zu einem LoRaWAN-Netzwerk.
Anfang 2016 gab es keine größere Abdeckung durch LPWANs in Deutschland. Einzelne Städte werden durch das Community-getriebene Netzwerk „The Things Network“ teilweise abgedeckt. Mobilfunkbetreiber berichten über Feldversuche im Bereich LPWAN. Im Oktober 2016 wurde in Bonn von der Telekom ein auf NB-IoT basierendes kommerzielles Parkplatz-Bewirtschaftungssystem realisiert. Dabei sollen die Sensoren Autofahrer mit Hilfe einer App zu freien Parkplätzen führen. Seit dem zweiten Quartal 2017 bietet die Telekom NB-IoT kommerziell in Deutschland an. Im Januar 2019 startete Telefonica Deutschland den Livebetrieb von Narrowband IoT und LTE-M in Deutschland.